# Odeon (Rio de Janeiro)
L'Odeon, également connu sous les noms Odeon BR et Odeon Petrobrás, est une salle de cinéma située dans le quartier Cinelândia de la ville de Rio de Janeiro, au Brésil.
La salle a été inaugurée en 1932.